# Популізм

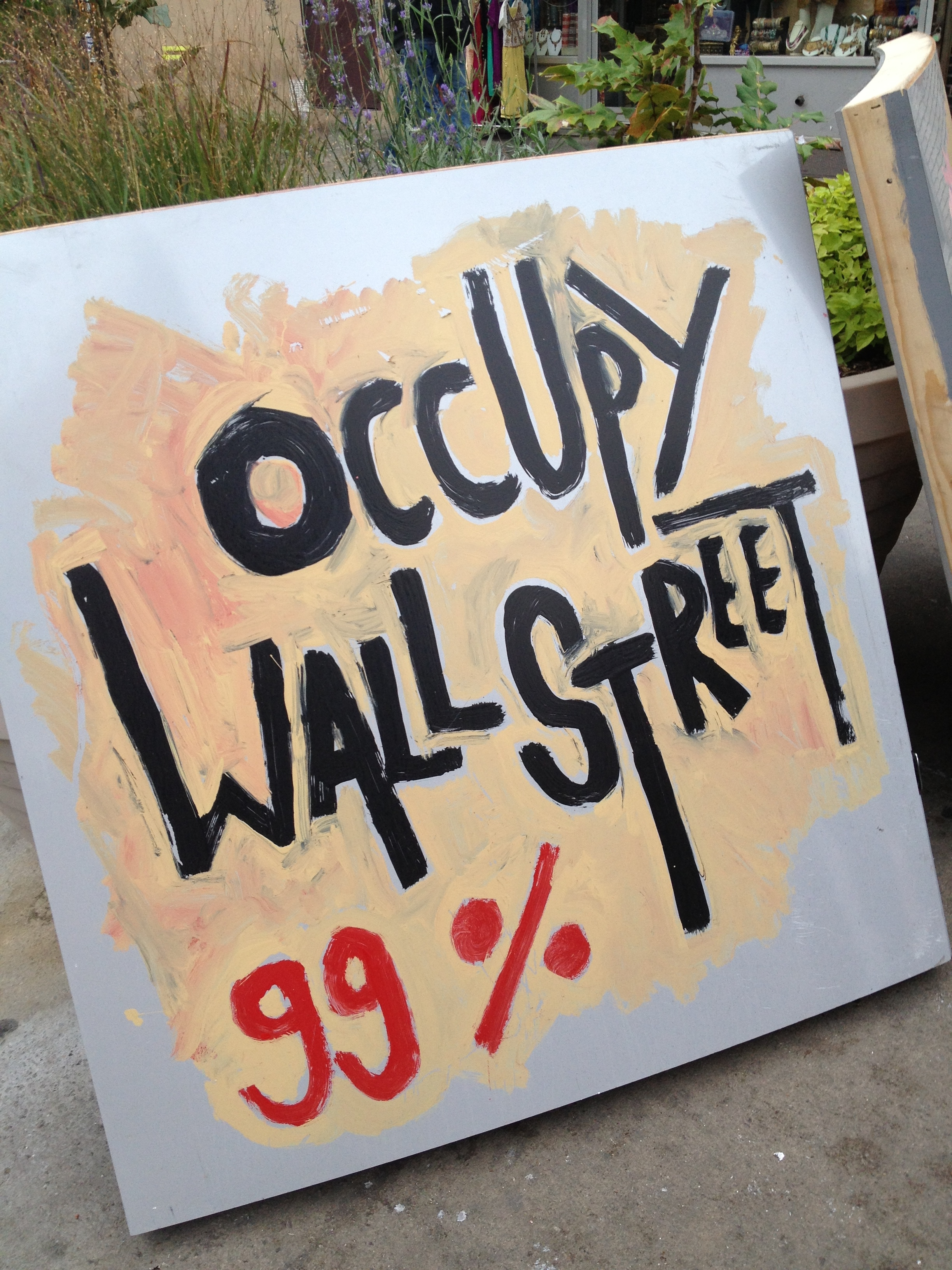
Зі своєю риторикою «99%» (народ) проти «1%» (еліта) міжнародний рух окупації був прикладом народницького громадського руху.

Як визначено в Нолан-діаграмі, популізм (і тоталітаризм) розташований в нижній лівій частині.

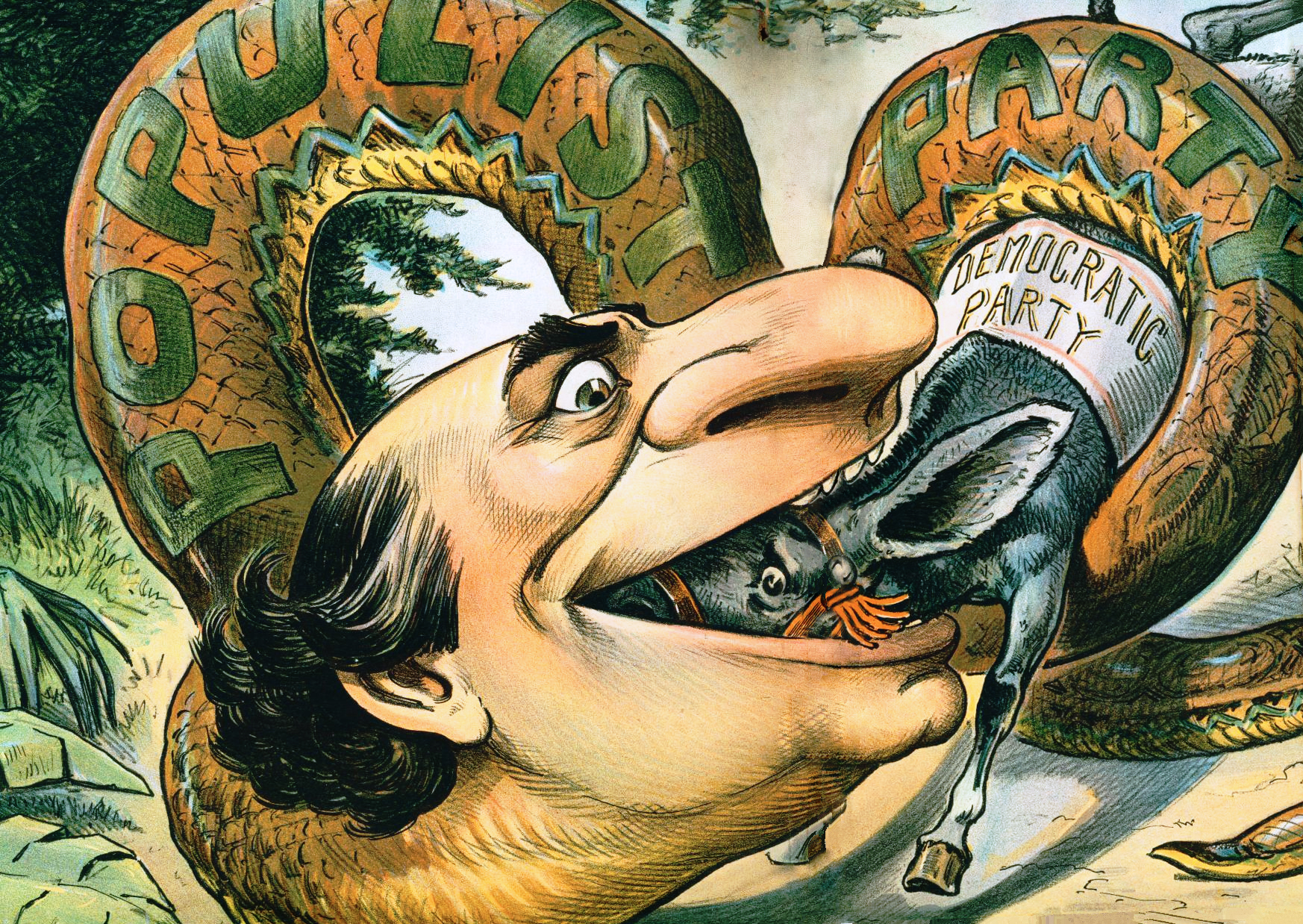
Карикатура з 1896 року, в якому Вільям Дженнінгс Брайан, завзятий прихильник популізму, ковтає символ Демократичної партії Америки.

Популі́зм (лат. populus — народ) — політична стратегія або риторика, що апелює до широких народних мас, їхніх сподівань, страхів і незадоволення життям. Вона ґрунтується на протиставленні інтересів «простого народу» інтересам еліти. Популізм зазвичай передбачає поверхневу критику «верхів», «еліти» чи «влади» та характеризується демагогічними і необґрунтованими обіцянками.
В англомовній літературі термін здебільшого вживається як відповідник українського поняття «народництво» (англійською «populism» перекладається саме так) і не завжди має негативну конотацію.
Це поняття також може застосовуватися для опису політики влади, яка заграє з народом заради короткочасної популярності — приміром, суттєвого зростання державних витрат, що згодом може спричинити гіперінфляцію.

## Історичні форми популізму
Популізм має глибоке історичне коріння та проявлявся в різних формах у різні епохи.
Американський народницький рух (Populist Movement) виник у США наприкінці XIX століття як реакція фермерів і робітників на економічну нерівність, монополії та політичну корупцію. У 1892 році була створена Народна партія (People’s Party), яка виступала за прогресивне оподаткування, націоналізацію залізниць і банків, а також за розширення прав трудящих.
Перонізм — політична течія в Аргентині, названа на честь президента Хуана Перона. Вона поєднувала елементи націоналізму, соціальної справедливості та патерналізму. Перонізм апелював до робітничого класу, обіцяв соціальні гарантії та економічну незалежність, а також активно використовував харизматичне лідерство.
У міжвоєнній Європі популістські елементи були притаманні як лівим, так і правим рухам. Угорщина, Італія, Німеччина та інші країни пережили хвилі політичної мобілізації, що апелювали до «простого народу» проти «корумпованих еліт». Часто популізм поєднувався з авторитаризмом, націоналізмом і антиелітною риторикою.
В Україні популістські риси проявлялися в риториці низки політичних партій у 2000–2010-х роках. Деякі політики використовували гасла про «народну владу», «боротьбу з олігархами» та «простих людей» як основу своєї кампанії. Популізм часто поєднувався з персоналізованим лідерством, обіцянками негайних соціальних змін і критикою «старої системи».

## Ідеологія
Популізмом є твердження, нібито панівна еліта експлуатує простий народ, завдає шкоди країні й не турбується про інтереси людей, оскільки зацікавлена лише у власних благах. Таким чином, владу в еліти пропонується відбирати та спрямовувати на задоволення інтересів суспільства в цілому.
Популісти будують свою риторику на акцентуванні економічних і соціальних інтересів звичайних людей. Багато дослідників популізму, починаючи з 1980-х років, розглядали його як стиль риторики, що може слугувати не одній, а багатьом ідеологіям. Залежно від підтримуваної ідеології, політичні філософи розрізняють «лівий» і «правий» популізм.
Популізм включає критику існуючого режиму і може бути заснований на ідеях націоналізму, расизму або релігійного фундаменталізму. Багато популістів представляють себе захисниками окремих регіонів або соціальних груп, таких як, наприклад, працівники, жінки, містяни, селяни, працівники певної галузі промисловості тощо. У своїй риториці популісти часто застосовують дихотомію (принцип «або-або», тобто «третього не дано») і стверджують, що вони виражають інтереси більшості населення.
До найпоширенішої термінології популізму належать вислови «пряма демократія», «авторитетний лідер», «антинародний уряд», «бюрократія», «корупція». Популісти часто стверджують, що соціальні проблеми мають прості рішення. Як такі рішення вони пропонують боротьбу з владою політичних угруповань або корпорацій, боротьбу з корупціонерами та бюрократами, а також залучення до управління представників народу.
Прихильники популізму вважають його справжньою демократією, тоді як супротивники розглядають його як демагогію.

## Типи популізму
Популізм може набувати різних форм залежно від політичного спектра. Найпоширенішими є лівий та правий популізм:
| Ознака             | Лівий популізм                                                   | Правий популізм                                                                      |
| ------------------ | ---------------------------------------------------------------- | ------------------------------------------------------------------------------------ |
| Основна аудиторія  | Робітничий клас, малозабезпечені, молодь                         | Націоналісти, консервативне селянство, малі підприємці                               |
| Пріоритети         | Соціальна рівність, перерозподіл багатства, державне регулювання | Традиційні цінності, національна ідентичність, безпека                               |
| Ставлення до еліти | Економічна еліта (олігархи, корпорації)                          | Політична, культурна або зовнішня еліта (бюрократія, міграційні органи, ЗМІ)         |
| Риторика           | «Багаті грабують бідних», «державна підтримка для кожного»       | «Народ у небезпеці», «захист від зовнішніх впливів», «боротьба з ліберальною елітою» |
| Приклади           | Жан-Люк Меланшон, Ево Моралес, Александр Лукашенко (частково)    | Дональд Трамп, Віктор Орбан, Марін Ле Пен                                            |

Примітка: у реальності межа між лівим і правим популізмом часто розмита, а деякі політики поєднують елементи обох напрямів.
Сучасні приклади
У XXI столітті популізм набув широкого поширення в політичному житті багатьох країн. До найвідоміших сучасних політиків, яких дослідники відносять до популістів, належать:
- Дональд Трамп — 45-й президент США, який активно використовував риторику «народ проти еліт», гасло «Make America Great Again» та пряме звернення до виборців через соціальні мережі, зокрема Twitter[6].

- Віктор Орбан — прем’єр-міністр Угорщини, який поєднує націоналістичну риторику з критикою ліберальних еліт ЄС. Його політика часто описується як приклад правого популізму[7].

- Жан-Люк Меланшон — французький політик лівого спрямування, засновник руху «Нескорена Франція», який виступає проти неоліберальної економіки та за розширення соціальних гарантій. Його риторика також містить елементи популізму.

Популістські політики активно використовують соціальні мережі для прямої комунікації з виборцями, минаючи традиційні ЗМІ. У платформах на кшталт TikTok і Telegram поширюються короткі відеозвернення, гасла, меми та емоційні повідомлення, що апелюють до «простих людей» і протиставляють їх «еліті». За даними досліджень, серед молоді віком 16–35 років найпопулярнішими платформами є Telegram (86 % щоденних користувачів) і TikTok (46 %), що робить їх ефективними каналами для поширення популістських меседжів.

## Популізм та формування еліт

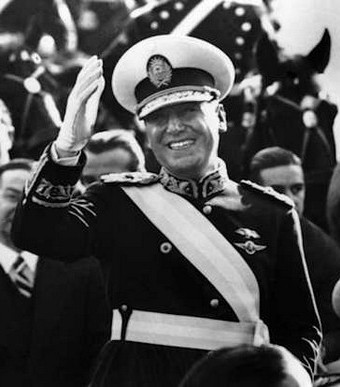
Перонізм президента Аргентини Хуана Перона вважався популістським рухом.

Засновники теорії еліт, соціолог Вільфредо Парето та юрист і соціолог Гаетано Моска, у своїх працях виокремили аристократичну та демократичну тенденції оновлення панівних еліт. Кожна з них має свої переваги та недоліки: аристократична тенденція сприяє закостенінню та виродженню еліт, що, своєю чергою, призводить до суспільного застою; натомість демократична тенденція підвищує здатність політичної системи ефективно реагувати на зміни, але пов’язана з меншою передбачуваністю лідерів і їхньою схильністю до популізму.

## Політичний популізм в Україні
Колишній Президент України, Віктор Ющенко у 2009 році так оцінив економічну політику, яку провадили українські уряди після проголошення незалежності:
|  | «Той економічний курс, який запропонували Україні, — це, вибачте, вонючий популізм 17-х років. З ним не можна зустрічати кризу, з ним не можна боротися – це не світогляд третього тисячоліття. Пустим популізмом, солодкими речами, відсутністю жорсткого державного підходу, в тому числі по економічних і фіскальних питаннях, ми не дамо відповіді.» |